# Meux (België)
Meux (wa. Meu) is een plaats en deelgemeente van de Belgische gemeente La Bruyère (wa. Les Brouhires).
Meux ligt in de provincie Namen en was tot 1 januari 1977 een zelfstandige gemeente.
- Naam van de inwoners: de Meuti
- Bijnaam van inwoners: de Godome

## Geografie
Meux heeft een oppervlakte van 12,18 km². De hoogte is 173 m, bij de drempel van de kerk. Door het dorp stromen de Mehaigne (wa. Mouhagne) en de Warichet. De Orneau (wa. Ôrnô) ontspringt 800 m ten noorden van de "Zes Wegen" in Meux en Grand-Leez.

## Etymologie
De naam "Meux" zou afkomstig zijn van : Meulis (1241), dat "molen" zou betekenen ; Moul (1145-1259); Meux (1207) ; Marsilis di Meux wordt in 1287 genoemd ; Meur in 1372. Dit woord kan laten denken aan een Germaans woord, "Moer" (het moeras). Moeux, in de Ferrariskaarten (Oostenrijkse Nederlanden, 1771-1778).

## Bezienswaardigheden
- De Onze-Lieve-Vrouw-Hemelvaartkerk (Église Notre-Dame de l'Assomption) is een neoromaans kerkgebouw van 1890.

## Natuur en landschap
De hoogte aan de kerk bedraagt 171 meter.

## Demografische ontwikkeling
- Bronnen:NIS, Opm:1831 tot en met 1970=volkstellingen, 1976= inwoneraantal op 31 december

## Nabijgelegen kernen
Grand-Leez, Lonzée, Liernu, Saint-Germain, Saint-Denis